# Pterolebias hoignei
Pterolebias hoignei es un pez de agua dulce la familia de los rivulines en el orden de los ciprinodontiformes.

## Morfología
Cuerpo alargado y vivos colores con las aletas muy largas y amplias, los machos pueden alcanzar los 10 cm de longitud máxima.

## Distribución geográfica
Se encuentran en ríos de Sudamérica, en cuencas fluviales del río Orinoco en Venezuela.

## Hábitat
Viven en pequeños cursos de agua entre 24 y 30°C, de comportamiento bentopelágico y no migrador.
Habitan las charcas sombreadas, donde desovan en el fondo, con siete meses de incubación.